# Pythagore de Rhégion
Ne doit pas être confondu avec Pythagore de Samos ou Pythagore.
Pythagore de Rhêgion (en grec ancien : Πυθαγόρας), vivant au Ve siècle av. J.-C., est un sculpteur grec travaillant à Rhêgion. Pline l'Ancien et Diogène Laërce le distinguent explicitement du sculpteur et peintre Pythagore de Samos, lui aussi actif à Rhêgion.

## Biographie
Il n'y a aucune indication précise de ses dates de vie et de mort.
Henri Lechat indique qu'il a commencé sa carrière vers 490 avant J.-C. et qu'il était encore actif en 450 avant J.-C.. Il précise que Myron était plus jeune que Pythagore de 15 à 20 ans. C'est un contemporain du sculpteur Calamis. L'art du bronze était à l'honneur à Rhêgion. De très beaux vases de bronze de la fin de la période archaïque ont été fabriqués à Rhêgion. Les sculpteurs dédaliques crétois Dipoenos et Skyllis ont eu pour élève Eucheiros de Corinthe seulement connu pour avoir été le maître de Cléarchos de Rhêgion, bronzier qui aurait travaillé à Sparte, dont Pythagore de Rhêgion a été l'élève.
Pythagore s'est concentré apparemment sur les représentations de champions sportifs vainqueurs du sanctuaire de Zeus à Olympie, comme l'Astylos de Crotone, qui a combattu aux Jeux Olympiques de 488 à 476 avant J.-C. ont été victorieux dans plusieurs disciplines. Dans son Histoire Naturelle, Pline énumère plusieurs œuvres de Pythagore, dont un célèbre pancratiste à Delphes. À Thèbes la statue du citharode Kleon, qui a été volée par Alexandre le Grand, à Tarente son Europe sur le taureau était encore louée au temps de Cicéron, il a sculpté Apollon tuant le python, le héros Persée, le groupe représentant  Polynice et Étéocle.
Malgré la reconnaissance de la grande qualité de ses sculptures par ses contemporains, il est difficile d'estimer les qualités de ses réalisations, car aucune copie certaine de ses œuvres n'est connue. Pline rapporte que la compétence de Pythagore dépassait même celle de Myron. Diogène Laërce indique que Pythagore a été le premier à aborder les problèmes de symétrie et de rythme dans son œuvre. La symétrie désigne dans l'Antiquité la proportion « bonne et correcte » dans laquelle différents aspects d'une même chose se tiennent les uns par rapport aux autres. Le rythme traite du mouvement des parties d'un ensemble.
Les dernières études faites sur l'Aurige de Delphes semblent montrer que cette œuvre a été faite en Grande-Grèce au Ve siècle av. J.-C. et la qualité de sa réalisation a amené ceux qui ont suivi ces études à se poser la question du sculpteur et à proposer Pythagore de Rhêgion[réf. nécessaire].